# Résolution 978 du Conseil de sécurité des Nations unies
Membres permanents
- Chine
- États-Unis
- France
- Royaume-Uni
- Russie

Membres non permanents
- Allemagne
- Argentine
- Botswana
- Honduras
- Indonésie
- Italie
- Nigéria
- Oman
- République tchèque
- Rwanda

Résolution no 977 Résolution no 979
La résolution 978 est une résolution du Conseil de sécurité de l'ONU, votée le 27 février 1995, qui, rappelant les résolutions antérieures et en particulier les résolutions 935 et 955 relatives aux crimes commis au Rwanda,
- prie les états membres d'arrêter les coupables de crimes dans l'attente de la formation du tribunal pénal international,
- prie les états membres qui détiendraient ou détiendront ces personnes d'en informer le secrétaire général,
- prie ces états de permettre l'accès de ces détenus à la Croix rouge,
- condamne les attaques dirigées contre les camps de réfugiés à proximité du Rwanda,
- demande aux états sur le territoire desquels ce type de crime a été commis d'arrêter les coupables,
- décide de rester activement saisi de la question.

## Texte
- Résolution 978 Sur fr.wikisource.org
- Résolution 978 Sur en.wikisource.org